# Conophymacris viridis
Conophymacris viridis är en insektsart som beskrevs av Zheng, Z. 1980. Conophymacris viridis ingår i släktet Conophymacris och familjen Dericorythidae. Inga underarter finns listade i Catalogue of Life.